# Benstonea
Benstonea Callm. & Buerki – rodzaj roślin z rodziny pandanowatych. Obejmuje 61 gatunków występujących na obszarze od południowo-wschodnich Indii przez Azję Południowo-Wschodnią do północno-wschodniej Australii, Wysp Salomona i Fidżi. Rośliny te występują w różnych siedliskach, w tym w tropikalnych wilgotnych lasach nizinnych i górskich, mokradłach i namorzynach, na różnych typach gleb (granitowych, piaskowcowych i wapiennych).
Nazwa naukowa rodzaju honoruje Benjamina Stone'a, żyjącego w latach 1933-1994 badacza roślin z rodziny pandanowatych.

## Morfologia
PokrójWieloletnie bezłodygowe lub krótkołodygowe krzewy, często epifityczne, rzadko drzewa (np. Benstonea atrocarpus).
LiścieJęzyczkowe do równowąsko-zwężających się, wierzchołkowo zazwyczaj pokryte odosiowo cierniami wzdłuż dwóch głównych fałd.
KwiatyZebrane w kwiatostany wyrastające z pędów wierzchołkowo lub na bocznych, krótkich odgałęzieniach. Kwiaty męskie bezszypułkowe, zebrane w kłos, zbudowane z pojedynczego lub trzech pręcików z pylnikami znacznie dłuższymi od nitek. Kwiaty żeńskie o słupkach zawsze wolnych i krótkim, równowąskim znamieniu, zawsze położonym na odosiowej części stopniowo zwężającej się, kolczastej szyjki.
OwoceJednonasienne pestkowce, zawsze wolne w owocostanie.

## Systematyka
Pozycja systematycznaNależy do rodziny pandanowatych (Pandanaceae).
Historycznie gatunki zaliczane do tego rodzaju włączane były do sekcji Acrostigma w ramach rodzaju pandan. Wyłączono je do odrębnego rodzaju w 2012 roku na podstawie wyników badań filogenetycznych, zgodnie z którymi Benstonea stanowi klad siostrzany dla grupy obejmującej rodzaje pandan i Martellidendron.
Wykaz gatunków
- Benstonea adinobotrys (Merr. & L.M.Perry) Callm. & Buerki
- Benstonea affinis (Kurz) Callm. & Buerki
- Benstonea alticola (Holttum & H.St.John) Callm. & Buerki
- Benstonea ashtonii (B.C.Stone) Callm. & Buerki
- Benstonea atrocarpa (Griff.) Callm. & Buerki
- Benstonea beccata (B.C.Stone) Callm. & Buerki
- Benstonea biplicata (H.St.John) Callm. & Buerki
- Benstonea brevistylis (H.St.John ex B.C.Stone) Callm. & Buerki
- Benstonea brunigii (H.St.John ex B.C.Stone) Callm. & Buerki
- Benstonea calcinacta (H.St.John ex B.C.Stone) Callm. & Buerki
- Benstonea celebica (Warb.) Callm. & Buerki
- Benstonea copelandii (Merr.) Callm. & Buerki
- Benstonea dumetorum (Holttum & H.St.John) Callm. & Buerki
- Benstonea ellipsoidea (Warb.) Callm. & Buerki
- Benstonea elostigma (Martelli) Callm. & Buerki
- Benstonea epiphytica (Martelli) Callm. & Buerki
- Benstonea eumekes (H.St.John ex B.C.Stone) Callm. & Buerki
- Benstonea foetida (Roxb.) Callm. & Buerki
- Benstonea fortuita Callm. & Buerki
- Benstonea gibbsiana (Martelli) Callm. & Buerki
- Benstonea glaucophylla (Ridl.) Callm. & Buerki
- Benstonea herbacea (Martelli) Callm. & Buerki
- Benstonea humilis (Lour.) Callm. & Buerki
- Benstonea ihuana (Martelli) Callm. & Buerki
- Benstonea inquilina (B.C.Stone) Callm. & Buerki
- Benstonea korthalsii (Solms) Callm. & Buerki
- Benstonea kurzii (Merr.) Callm. & Buerki
- Benstonea lauterbachii (K.Schum. & Warb.) Callm. & Buerki
- Benstonea lepatophila (B.C.Stone) Callm. & Buerki
- Benstonea microglottis (B.C.Stone) Callm. & Buerki
- Benstonea monticola (F.Muell.) Callm. & Buerki
- Benstonea nana (Martelli) Callm. & Buerki
- Benstonea ornithocephala (H.St.John ex B.C.Stone) Callm. & Buerki
- Benstonea pachyphylla (Merr.) Callm. & Buerki
- Benstonea papuana Callm. & Buerki
- Benstonea parva (Ridl.) Callm. & Buerki
- Benstonea pectinata (Martelli) Callm. & Buerki
- Benstonea permicron (Kaneh.) Callm. & Buerki
- Benstonea pilaris (Ridl.) Callm. & Buerki
- Benstonea platystigma (Martelli) Callm. & Buerki
- Benstonea poronaliva (B.C.Stone) Callm. & Buerki
- Benstonea pseudosyncarpa (Kaneh.) Callm. & Buerki
- Benstonea pumila (H.St.John) Callm. & Buerki
- Benstonea rostellata (Merr. & L.M.Perry) Callm. & Buerki
- Benstonea rupestris (B.C.Stone) Callm. & Buerki
- Benstonea rustica (B.C.Stone) Callm. & Buerki
- Benstonea saint-johnii (B.C.Stone) Callm. & Buerki
- Benstonea serpentinica Callm. & Buerki
- Benstonea setistyla (Warb.) Callm. & Buerki
- Benstonea sobolifera (B.C.Stone) Callm. & Buerki
- Benstonea stenocarpa (Solms) Callm. & Buerki
- Benstonea sylvatica (B.C.Stone) Callm. & Buerki
- Benstonea thomissophylla (B.C.Stone) Callm. & Buerki
- Benstonea thurstonii (C.H.Wright) Callm. & Buerki
- Benstonea thwaitesii (Martelli) Callm. & Buerki
- Benstonea toei (H.St.John) Callm. & Buerki
- Benstonea tunicata (B.C.Stone) Callm. & Buerki
- Benstonea undulifolia (Holttum & H.St.John) Callm. & Buerki
- Benstonea unguiculata (Ridl.) Callm. & Buerki
- Benstonea verruculosa (Backer ex B.C.Stone) Callm., Buerki & A.P.Keim
- Benstonea vriensii (Martelli) Callm. & Buerki